# Jam'iyat-e Nesvan-e Vatankhah

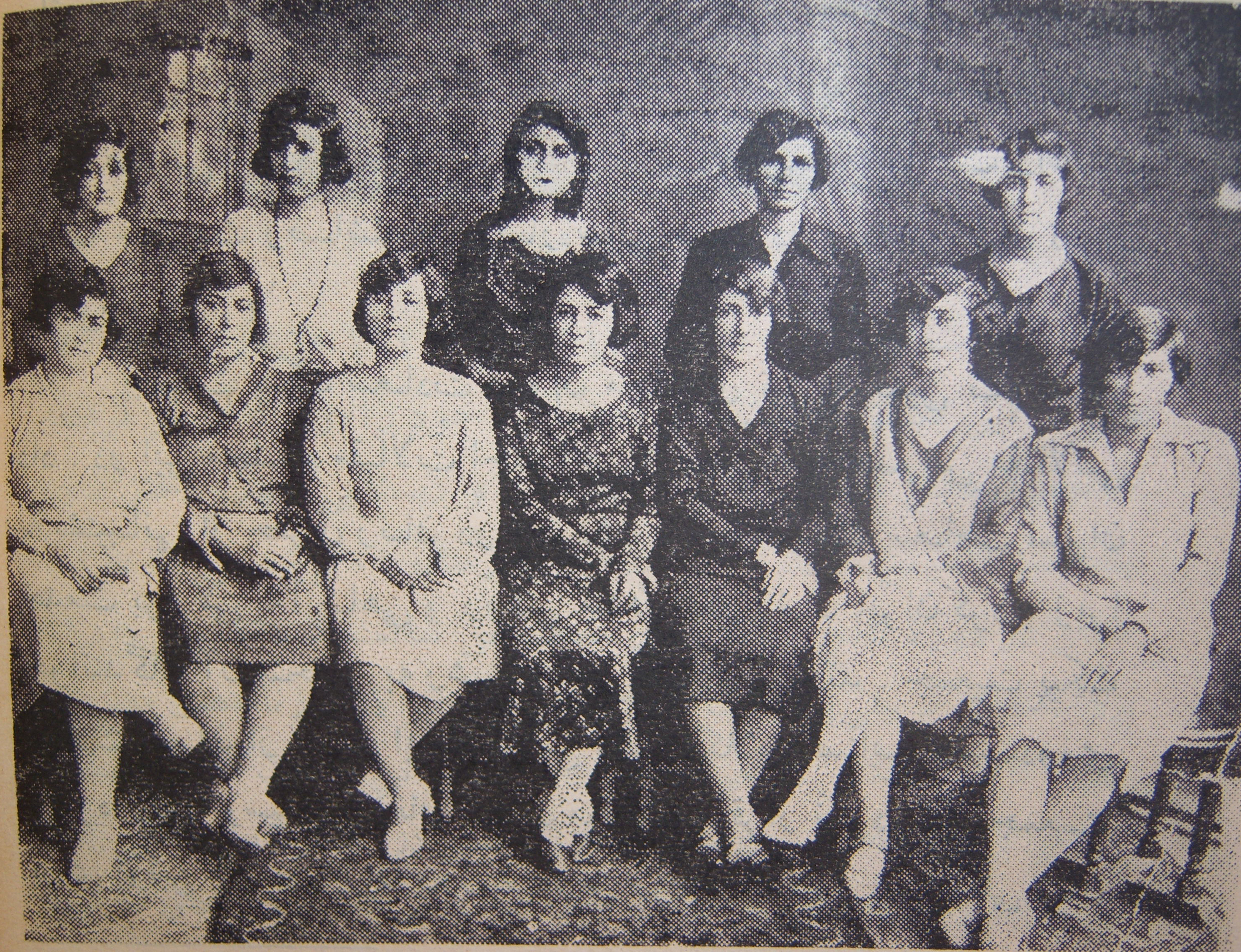
Föreningens styrelse, Teheran, 1922–1932.

Jam'iyat-e Nesvan-e Vatankhah ('Kvinnliga Patrioters Förening') var en riksorganisation för kvinnors rättigheter i Persien, verksam mellan 1922 och 1933. Den var den mest aktiva av de kvinnoföreningar som grundades i Persien efter den Konstitutionella revolutionen 1906, då landets kvinnorörelse först växte fram.

## Historik
Föreningen grundades av en grupp progressiva kvinnliga intellektuella, bland dem Mohtaram Eskandari, Noor-ol-Hoda Mangeneh och Mastoureh Afshar. Mohtaram Eskandari var direktör för en av Persiens första flickskolor. Hon, liksom andra persiska pionjärfeminister, var besvikna över de bristfälliga förbättringar som hade gjorts för kvinnor efter 1906 års revolution. Den iranska kvinnorörelsen, som hade växt fram i form av Anjoman Horriyyat Nsevan som en del av den konstitutionella rörelsen, kände besvikelse över att kvinnor inte hade inkluderats och fått rösträtt när parlamentarismen infördes. 
Föreningens syfte var att stödja landets framväxande industri av och försvar, men också att verka för att förbättra kvinnors villkor. Den medverkade till att organisera kvinnor i regionen, något som då var något nytt. Den höll föreläsningar och kampanjer. Den lät också ge ut tidskriften Nosvan Vatankhah.
År 1932 organiserade den Orientaliska Kvinnokongressen i Teheran. Därefter upplöstes föreningen. Dess medlemmar grundade år 1935 föreningen Kanoun-e-Banovan med regimens stöd. 